# 브리카
브리카(Brika, 1994년 11월 22일 ~ )는 미국의 싱어송라이터이다.

## 음반 목록
- Voice Memos (2014)